# Куваєва
Кува́єва (рос. Куваева) — присілок у складі Комишловського району Свердловської області. Входить до складу Обуховського сільського поселення.
Населення — 120 осіб (2010, 170 у 2002).
Національний склад станом на 2002 рік: росіяни — 92 %.